# III Poznański Batalion Etapowy
III Poznański batalion etapowy – oddział wojsk wartowniczych i etapowych w okresie II Rzeczypospolitej pełniący między innymi służbę ochronną na granicy polsko-sowieckiej i polsko-pruskiej.

## Formowanie i zmiany organizacyjne
Formowanie batalionu rozpoczęto na przełomie 1918-1919. Otrzymał on nazwę okręgu generalnego, w którym powstał i kolejny numer porządkowy oznaczany cyfrą rzymską. 
Do batalionu wcielono żołnierzy starszych wiekiem i o słabszej kondycji fizycznej. Oficerowie i podoficerowie nie mieli większego doświadczenia bojowego. Batalion nie posiadał broni ciężkiej, a broń indywidualną żołnierzy stanowiły stare karabiny różnych wzorów z niewielką ilością amunicji. 
W pierwszej połowie sierpnia 1920 batalion wzmocnił obronę 7 Dywizji Piechoty nad Bugiem i odsadził przyczółek mostowy w Dorohusku.
We wrześniu 1920 batalion znajdował się w strukturze 3 Armii, stacjonował w Chełmie, posiadał 1 oficera oraz 136 podoficerów i szeregowców.
W lutym 1921 bataliony etapowe przejęły ochronę granicy polsko-rosyjskiej. Początkowo pełniły ją na linii kordonowej, a w maju zostały przesunięte bezpośrednio na linię graniczną z zadaniem zamknięcia wszystkich dróg, przejść i mostów. Z końcem 1920 w Grodnie utworzono II Brygadę Etapową. Batalion wszedł w jej skład. 
W 1921 bataliony etapowe ochraniające granicę przekształcono w bataliony celne.

## Służba etapowa
31 lipca 1920 batalion otrzymał zadanie ochraniać linie kolejowe: Kowel–Hełm i Kowel–Kamieneic Koszyrski.

## Dowódcy batalionu
- ppor. Nowobilski (był IX 1920[3])
- ppłk piech. Stefan Erazm Taborski (był III[9] i VI 1921[10] → dowódca 25 baonu celnego)